# Clorur de ferro(II)
El clorur de ferro(II), és el compost químic de fórmula FeCl₂. És un sòlid paramagnètic amb un punt de fusió alt. El FeCl₂ cristal·litza des de l'aigua com un tetrahidrat verdós en què es troba més comuna. També hi ha un dihidrat. Aquest compost és soluble en aigua i les solucions aquoses de FeCl₂ són grogues.

## Producció
Les seves formes hidratades s'obtenen pel tractament de residus de la producció de l'acer amb àcid clorhídric:
Fe + 2 HCl → FeCl₂ + H₂
També és un subproducte de la producció de titani les menes minerals del qual també contenen ferro.

## Aplicacions
El clorur de ferro(II) té moltes aplicacions però menys que les dels compostos relacionats (sulfat de ferro(II) i clorur de ferro(III)). El clorur de ferro(II) serveix com a agent floculant en el tractament d'aigües residuals especialment si aquestes contenen cromat. És un precursor de pigments magnètics d'òxids de ferro(III). A més es fa servir d'agent reductor en les reaccions de la síntesi orgànica.